# پوکاهانتس ۲: سفر به یک دنیای جدید
پوکاهانتس ۲: سفر به دنیای نو (انگلیسی: Pocahontas II: Journey to a New World) فیلمی پویانمایی، ماجراجویی و موزیکال است که در سال ۱۹۹۸ توسط شرکت والت دیزنی و به‌صورت فیلم ویدئویی به‌عنوان دنباله‌ای بر فیلم فیلم پوکاهانتس  منتشر شد. در حالی‌که فیلم نخست بر دیدار پوکاهانتس و جان اسمیت و ورود مهاجران انگلیسی به جیمزتاون تمرکز داشت، دنبالهٔ آن به سفر پوکاهانتس به انگلستان همراه با جان رالف می‌پردازد؛ سفری برای مذاکره در جهت برقراری صلح میان دو ملت. مرگ تاریخی پوکاهانتس در پایان این فیلم به‌تصویر کشیده نمی‌شود.

## داستان
در لندن، جان اسمیت (کاشف) توسط گروهی از سربازان با حکم بازداشت مورد حمله قرار می‌گیرد و در جریان درگیری ناپدید می‌شود و همه گمان می‌برند که کشته شده است؛ فرماندار رتکلیف به جیمز ششم و یکم دروغ گفته و جان اسمیت را به‌عنوان خائن معرفی کرده تا با تحریک پادشاه علیه ملت پوهاتان، جنگی را آغاز کرده و به طلایی که هنوز باور دارد بومیان دارند، دست یابد، و همزمان خود را از مجازات جرم‌هایش برهاند. برای جلوگیری از جنگ، پادشاه دیپلماتی جوان به نام جان رالف را مأمور می‌کند تا پوهاتان را برای مذاکره به انگلستان بیاورد.
در دنیای جدید، پوکاهانتس، دختر پوهاتان، در سوگ مرگ جان اسمیت است ولی کم‌کم آرام می‌گیرد. اندکی بعد، جان رالف وارد جیمزتاون می‌شود و از سوی مردم و خود پوکاهانتس که به او کنجکاو شده، مورد استقبال قرار می‌گیرد. رالف با پوهاتان دیدار می‌کند، اما او از رفتن به انگلستان امتناع می‌ورزد، پس پوکاهانتس تصمیم می‌گیرد به‌جای پدرش سفر کند، به امید آن‌که بتواند صلح را برقرار سازد. پوهاتان نگهبانی به نام «اوتی» (Uttamatomakkin) را همراه او می‌فرستد. رابطهٔ پوکاهانتس و رالف در آغاز پرتنش است، اما رفته‌رفته میان آن‌ها گرما شکل می‌گیرد.
در انگلستان، رالف پوکاهانتس را در عمارت خود می‌گذارد و با شاه جیمز و آن دانمارک دیدار می‌کند، ولی شاه با وجود اصرار رالف حاضر نمی‌شود با پوکاهانتس ملاقات کند. به پیشنهاد رتکلیف، شاه از آن‌ها دعوت می‌کند در ضیافتی سلطنتی حضور یابند و وعده می‌دهد اگر پوکاهانتس با رفتار «متمدنانه» شاه را تحت تأثیر قرار دهد، ناوگان به‌سوی جیمزتاون اعزام نخواهد شد، وگرنه اعلام جنگ خواهد کرد. رالف که فریب‌کاری رتکلیف را درمی‌یابد، به‌همراه ندیمه‌اش «خانم جنکینز»، پوکاهانتس را با آداب اشرافی انگلیسی آشنا می‌کنند. در ضیافت، پوکاهانتس با خوش‌رفتاری شاه و ملکه را مجذوب خود می‌کند و تقریباً موفق به جلوگیری از جنگ می‌شود، اما نمایش خشن خرس‌آزاری که به ابتکار رتکلیف ترتیب داده شده و موجب لذت اشراف می‌شود، پوکاهانتس را خشمگین می‌کند و او شاه را به رفتار وحشیانه متهم می‌کند. با تحریک‌های رتکلیف، شاه جیمز خشمگین می‌شود و دستور بازداشت پوکاهانتس و اوتی را داده و اعلام جنگ می‌کند.
در خانه‌اش، رالف ناامید است تا آن‌که غریبه‌ای نقاب‌دار نزد او آمده و به او کمک می‌کند پوکاهانتس و اوتی را از برج لندن فراری دهد. آن مرد، جان اسمیت است که زنده مانده و اکنون خود را نشان می‌دهد. او از پوکاهانتس می‌خواهد همراهش پنهان شود، اما پوکاهانتس با توصیهٔ رالف تصمیم می‌گیرد برای آخرین بار تلاش کند جنگ را متوقف کند. او به دربار رفته و با آشکار کردن حضور اسمیت، دروغ‌های رتکلیف را افشا می‌کند. پادشاه که از خیانت رتکلیف آگاه می‌شود، گروهی شامل پوکاهانتس، اسمیت، رالف، اوتی و حیوانات همراهشان را برای توقف ناوگان جنگی و دستگیری رتکلیف اعزام می‌کند.
آنان موفق می‌شوند کشتی‌ها را پیش از حرکت متوقف کنند، اما رتکلیف که تسلیم نمی‌شود، می‌کوشد پوکاهانتس را بکشد. اسمیت با او وارد نبرد می‌شود و هنگامی‌که رتکلیف اسلحه می‌کشد، رالف با دکل کشتی او را به دریا می‌اندازد. رتکلیف به بندر بازمی‌گردد، جایی‌که توسط شاه بازداشت می‌شود.
اسمیت از سوی پادشاه مورد بخشش سلطنتی قرار گرفته و یک کشتی جایزه می‌گیرد. در همین حال، پوکاهانتس و رالف در آستانهٔ اعتراف به علاقه‌شان به یکدیگر هستند که اسمیت از پوکاهانتس می‌خواهد با او همراه شود و به سفرهای تازه برود، اما پوکاهانتس انتخاب دیگری می‌کند و با اسمیت دوستانه خداحافظی می‌کند. هنگام بازگشت به جیمزتاون، پوکاهانتس درمی‌یابد که رالف در کشتی منتظر اوست و تصمیم گرفته با او در جیمزتاون زندگی کند (اوتی نیز در لندن می‌ماند). آن دو یکدیگر را می‌بوسند و کشتی در غروب آفتاب به سوی خانه می‌رود.

## بازیگران
- آیرین بدارد
- بیلی زین
- جیم کامینگز
- دونال گیبسون
- دیوید اوگدن استایرس
- لیندا هانت
- جین استیپلتون
- راسل مینز
- براد گرت